# 莫里斯·鲁维埃

莫里斯·鲁维埃

莫里斯·鲁维埃（1842年4月17日—1911年6月7日），法國政治家。
鲁维埃生于普罗旺斯省的艾克斯市（Aix-en-Provence）。早年在马赛经商。他是甘必大的支持者，於1870年創辦共和派報紙《平等報》(L'Egalite)，1871年7月他在返回马赛，在国民议会中以共和党补选为议员。他成了一个公认的金融权威，并多次担任预算委员会的报告人或主席。
第三共和国初期君主派与教权主义相勾结，串通一气反对共和国，寻求时机企图恢复君主制。教会严重动摇着共和制的基础。甘必大明确提出教权主义就是敌人的口号。在1881年大选后，茹费里内阁垮台，他出任甘必大内阁的殖民地部长和商务部长，他的一项计划其中包括政教分离、权力下放政策、实行收入所得税。1883年至1885年担任过茹费里内阁同一职位。在1887年5月31日他在共和党温和派的支持下组阁，出任总理兼财政部长。时逢格雷維总统因其女婿捲入一場政治丑闻，鲁维埃于12月12日辞职。1889年至1892年和1902年至1905年两次担任财政部长。1905年至1906年再次任法国总理，6月6日接替德尔卡塞兼任外长。任内因法、德两国为争夺摩洛哥所引起的战争危机同德国谈判，在1906年1月召开的阿尔赫西拉斯会议上，签订了有利于法国的条约。承认摩洛哥独立，但又承认法国和西班牙对摩洛哥的警察控制权。
鲁维埃卒于上塞纳省的塞纳河畔纳伊（法国巴黎西北郊的住宅区）。
| 前任： 勒内·戈布莱 | 法国总理 1887年         | 繼任： 皮埃尔·提拉尔 |
| 前任： 埃米尔·孔布 | 法国总理 1905年－1906年 | 繼任： 费迪南·萨里昂 |